# Takejiro Higa
Pour les articles homonymes, voir Higa.
Takejiro Higa, né le 22 juillet 1923 à Waipahu (en), dans le territoire d'Hawaï, et mort le 7 octobre 2017 à Honolulu, est un militaire américain d'origine japonaise. Durant la Seconde Guerre mondiale, il est soldat dans la Military Intelligence Service (en) et sert d'interprète. Ses efforts de communication avec les civils et soldats okinawaïens permettent de sauver plusieurs centaines de personnes en les convaincant de se rendre. En 2010, lui et les autres soldats de la MIS reçoivent la médaille d'or du Congrès pour leur service aux États-Unis.

## Biographie
Takejiro Higa naît à Waipahu en 1923 de Takeo et Ushi Higa,. Il est un nissei, fils d'immigrants japonais de la préfecture d'Okinawa. Bien que né aux États-Unis, il passe la majorité de son enfance à Okinawa. À l'âge de deux ans, lui et sa famille retournent à leur village ancestral de Shimabuku (島袋) à Nakagusuku sur l'île principale d'Okinawa pour visiter ses grands-parents. L'enfance de Higa est difficile, puisqu'il doit rester sur l'île dû à son jeune âge avec sa mère malade, tandis que sa fratrie et son père retournent aux États-Unis. En deux ans, ses parents et ses grands-parents meurent, et le jeune garçon reste alors avec son oncle. Avec l'imposition de la conscription en 1936 dû à la seconde guerre sino-japonaise, Higa âge de seize ans décide de retourner aux États-Unis en 1939 pour vivre avec la famille de sa sœur à Honolulu,,. Il ne alors que très peu anglais et a il décide de s'inscrire à la Farrington High School (en) pour améliorer son anglais,. 
Takejiro Higa travaille dans un YMCA local lorsqu'il est témoin l'attaque de Pearl Harbor en 1941. Peu après, les Nippo-américains sont désignés étrangers par le gouvernement, mais cette décision est retirée peu après. Les Nippo-américains se portent volontaires en masse pour éviter le sentiment anti-japonais. Higa se porte alors volontaire, mais n'est pas accepté au début, car le gouvernement n'a pas besoin de beaucoup de soldats. Son frère Warren est cependant accepté. Takejiro est accepté au second tour pour faire partie de la Military Intelligence Service (en), unité responsable de collecter des renseignements du Japon. L'adolescent hésite, car il ne veut pas tomber sur les gens qu'il a connus au Japon, mais puisqu'il s'est déjà porté volontaire une fois, il tient sa promesse. Il devient donc interprète pour la MIS et traduit des documents militaires japonais et interroge des prisonniers de guerre japonais. Lui et son frère Warren son au début mobilisés sur le front des Philippines. Vers la fin de la guerre du Pacifique, durant la bataille d'Okinawa, Higa est contraint de retourner à Okinawa, l'île de son enfance, pour fournir des renseignements aux soldats américains sur place, puisqu'il parle le japonais et l'okinawaïen,. Le traducteur n'en revient pas de devoir à nouveau confronter sa famille et ses amis, et est choqué lorsqu'il voit la capitale okinawaïenne de Naha réduit en ruines. 
À son arrivée, Higa décide de parcourir l'île pour trouver les personnes s'étant cachées dans les caves et décide de les convaincre de se rendre en leur parlant en okinawaïen ou en japonais d'Okinawa (en). Parmi les personnes qu'il interroge se trouve notamment des anciens camarades de classe et même un professeur,. La rencontre et ses connaissances d'enfance est très émouvante pour Higa, qui a serré deux de ses amis dans ses bras. Higa est actif jusqu'à la fin de la guerre et le début de l'occupation américaine de l'archipel. Il n'avait alors jamais ouvert le feu, mais seulement utilisé son arme de prédilection, sa capacité de parler le japonais et l'okinawaïen. 
Les efforts de Higa n'ont cependant pas permis de sauver tous les locaux, car beaucoup avaient peur de ce que les Américains feraient d'eux. En conséquence, plus de 100 000 Okinawaïens sont morts durant les combats. Toutefois, la MIS a été très utile, et sans elle, beaucoup plus de locaux seraient morts. En raison de son statut de service de renseignement, les actifs de la MIS ont été tenus secrets jusque dans les années 1970,. À la fin de la guerre, il retourne aux États-Unis et termine son service militaire en 1964, et a notamment été actif en Corée,. Il poursuit des études supérieures à l'université d'Hawaï et travaille plus tard à l'Internal Revenue Service (IRS) jusqu'à sa retraite en 1990,. En 1995, il retourne à Okinawa à l'occasion de l'Irei no hi (慰霊の日), le jour de la commémoration des morts lors de la bataille d'Okinawa, jour durant lequel il rencontre une femme qu'il avait sauvé et qui lui remercie en disant « grâce à vous, je suis née »,. En 2006 se tient une cérémonie au centre Hawaï Okinawa pour remercier les nissei qui ont sauvé des citoyens japonais, durant laquelle le gouverneur d'Okinawa Keiichi Inamine leur remet une lettre de remerciement. 
En 2010, la chaîne de télévision japonaise NNN réalise un documentaire sur ces soldats avec Takejiro Higa ; le documentaire finit par recevoir un prix à la 28e cérémonie des Association of All Japan TV Program Production Companies Awards (ja). En 2011, il lance un cours extrascolaire pour parler de ses expériences de guerre à l'AmerAsian School in Okinawa à Ginowan. En 2013, il est de retour sur l'île pour le Symposium sur la bataille d'Okinawa au Musée préfectoral mémorial de la paix d'Okinawa. Il effectue un discours à l'école primaire de Kitanakagusuku (北中城村立北中城小学校) qu'il a fréquentée, ainsi qu'à l'école préparatoire Kaihō (ja) (沖縄県立開邦中学校・高等学校) à Haebaru,. 
Le 7 octobre 2017, Takejiro Higa meurt d'une pneumonie aigüe dans un hôpital d'Honolulu âgé de 94 ans,. Il était membre de plusieurs associations, dont l'association villageoise de Nakagusuku, l'association Hawaii United Okinawa, et la mission Jikoen Hongwanji entre autres. La cérémonie funéraire a lieu le 2 décembre.
Takejiro Higa a marié Ruby Higa et a eu deux fils, Nelson et Alton.